# Elvira Madigan
Elvira Madigan, de nombre de pila Hedevig Antoinette Isabella Eleonore Jensen (Flensburg, Alemania, 4 de diciembre de 1867-Tåsinge, Dinamarca, 19 de julio de 1889), fue una acróbata circense danesa que vivió a finales del siglo XIX.  

## Trayectoria
Su madre era la actriz circense noruega Laura Madigan y su padre un jefe de cuadras danés. Posteriormente su madre se casó con un director del circo, el estadounidense John Madigan. 
En la década de 1870, Gisela Brož se convirtió en su hermana adoptiva y aprendió a bailar en la cuerda floja. Madigan y Brož realizaron un número en el que bailaban al mismo tiempo en cuerdas separadas, una justo encima de la otra. Durante años actuaron bajo el nombre de las «Hijas del aire» y las «Hermanas Madigan» en circos y espectáculos de variedades de Europa.
En 1886, tras una actuación ante la familia real danesa, en el Tivoli de Copenhague, el rey Cristián IX de Dinamarca les concedió una cruz de oro a cada una. En este período, Madigan, tuvo un accidente y Brož empezó a actuar en solitario y más tarde dejaron de actuar juntas.
En 1887 la familia fundó su segundo circo, esta vez en Dinamarca. En octubre de ese mismo año iniciaron una gira por Suecia. En enero de 1888, el circo visitó la ciudad sueca de Kristianstad. Allí, el periodista, poeta y teniente del ejército sueco Sixten Sparre estaba entre el público, conoció a Elvira e iniciaron una relación epistolar. Madigan y Sparre se enamoraron, pero su amor resultó imposible debido, en parte, al hecho de que Sparre estaba casado y era padre de dos hijos. En mayo de 1889, Sparre logró persuadir a Elvira para que dejara a su familia y el circo para irse a vivir juntos. Después de mantener secreto su romance durante tres años, huyeron juntos a Dinamarca en junio de 1889, donde pasaron alrededor de cuatro semanas. Cuando se les acabó el dinero y todos los recursos posibles, tomaron una cesta con algunas provisiones y se internaron en el bosque, tuvieron una última comida y, finalmente, Sparre de 34 años, mató a Madigan de 21 años, y luego se suicidó utilizando su propia arma de servicio. Esta historia se representó en varias producciones teatrales y cinematográficas.

## Filmografía
- 1943, Åke Ohberg dirigió la película Elvira Madigan, protagonizada por Eva Henning.

- 1967, Bo Widerberg realizó Elvira Madigan, con Pia Degermark en el papel protagonista. Para la banda sonora, el director empleó el segundo movimiento del Concierto para piano n.° 21 en do mayor (K. 467) de Wolfgang Amadeus Mozart, que desde entonces es conocido como el Concierto Elvira Madigan.

- 1967, Poul Erik Møller Pedersen dirigió otra película del mismo título, con Anne Mette Michaelsen en el papel de Madigan.